# Jessica (The Allman Brothers Band)
Jessica è un singolo del gruppo musicale The Allman Brothers Band del 1973 estratta dall'album Brothers and Sisters.

## La canzone
Jessica è il primo singolo di Brothers and Sisters, il primo disco inciso con Lamar Williams al basso che andava a sostituire Berry Oakley, morto in un incidente stradale.
La canzone, interamente strumentale, nel 2006 è stata inserita nel videogioco Guitar Hero II.
Nel 2007 la rivista Guitar World ha classificato alla posizione 47 l'assolo di chitarra presente all'interno del brano.
Il pezzo è anche noto per essere diventato la sigla del programma televisivo britannico Top Gear.